# Mohamed Kallon
Mohamed Ajay Kallon (* 6. Oktober 1979 in Kenema) ist ein ehemaliger sierra-leonischer Fußballspieler und Eigentümer, Präsident und Trainer des nach ihm benannten FC Kallon. Er spielte auf der Position eines Stürmers.
Kallon hält als erster Sierra-Leoner seit September 2020 die UEFA-Pro-Lizenz, die höchste Trainerlizenz in Europa.

## Karriere
Mohamed Kallon startete seine Karriere beim sierra-leonischer Verein Old Edwardians FC, bevor er schon als Jugendlicher in den Libanon zu Tadamon Sur Club und nach Schweden zu Spånga IS wechselte. Zur Saison 1995/96 wechselte Kallon leihweise in die Schweiz zum FC Lugano in die Nationalliga A. Zuvor unterzeichnete er als 16-Jähriger einen 7-Jahres-Vertrag mit Inter Mailand. Der Klub lieh ihn in den folgenden Jahren an sechs verschiedene Vereine aus, bevor er es in den Kader von Inter schaffte. So wechselte Kallon zur Saison 1997/98 zum FC Bologna in die italienische Serie A, hier vermochte er sich jedoch nicht durchzusetzen. Deshalb wechselte er noch in der gleichen Saison in die Serie B zum CFC Genua. In Genua schaffte er den Sprung in die Stammformation und erzielte insgesamt zehn Treffer.
Am Ende der Saison kehrte Kallon in die Serie A zu Cagliari Calcio zurück. Hier vermochte er sich erstmals in der höchsten italienischen Liga zu behaupten. In den folgenden zwei Spielzeiten, spielte er dann für Reggina Calcio und Vicenza Calcio, wo er jeweils zur Stammformation gehörte und sich regelmäßig in die Torschützenliste eintragen konnte. Aufgrund seiner Toren empfahl sich Kallon für seinen eigentlichen Klub Inter Mailand. Hier profitierte er von einer Verletzung des Starstürmers Ronaldo und kam er in seiner ersten Spielzeit regelmäßig zum Einsatz. In den zwei folgenden Spielzeiten spielte er jedoch nur noch kaum, der aufstrebende Obafemi Martins erhielt meistens den Vorzug. Am 27. September 2003 wurde Kallon positiv auf das Dopingmittel Nandrolon getestet, woraufhin er für sechs Monate gesperrt wurde.
Zur Saison 2004/05 wechselte er dann zum AS Monaco. In seiner ersten Saison in Monaco war er Stammspieler und erzielte elf Treffer. Trotzdem wurde Kallon für die Saison 2005/06 an den saudischen Verein Al-Ittihad ausgeliehen. Al-Ittihad verhalf er mit seinen Treffern zum Gewinn der AFC Champions League. Zur Saison 2006/07 kehrte Kallon in den Kader von Monaco zurück. Im August 2007 wurde sein Vertrag in Monaco aufgelöst. Im November 2007 unterzeichnete er einen vorläufigen Vertrag beim saudi-arabischen Verein Al-Hilal, der Transfer wurde jedoch nicht vollzogen. Im Januar 2008 wechselte er zum griechischen Spitzenklub AEK Athen, wurde aber bereits zum Saisonende wieder entlassen und wechselte in die Vereinigten Arabischen Emirate zu Al Shabab. Nach einem kurzen Gastspiel in seiner Heimat Sierra Leone bei seinem eigenen Verein FC Kallon spielte er ab 2010 beim chinesischen Klub Shaanxi Chanba, 2011 bei Chirag United und anschließend bis 2016 wieder beim FC Kallon. Diesen trainiert er seit 2022.

### Auszeichnungen
AFC Champions League
- Torschützenkönig: 2005 (6 Tore)

## Privates
Kallon ein ethnischer Mandinka und Moslem. Er heiratete am 15. Juni 2002 seine Sandkastenliebe M’mah Mansaray. Kallon ist der jüngere Bruder der Fußballnationalspieler Kemokai und Musa Kallon.